# The Misjudging of Mr. Hubby
The Misjudging of Mr. Hubby è un cortometraggio muto. Il nome del regista non viene riportato.

## Produzione
Il film fu prodotto dalla Essanay Film Manufacturing Company.

## Distribuzione
Distribuito dalla General Film Company, il film - un cortometraggio a una bobina - uscì nelle sale cinematografiche USA il 12 marzo 1913.